# Angepasste Leitung

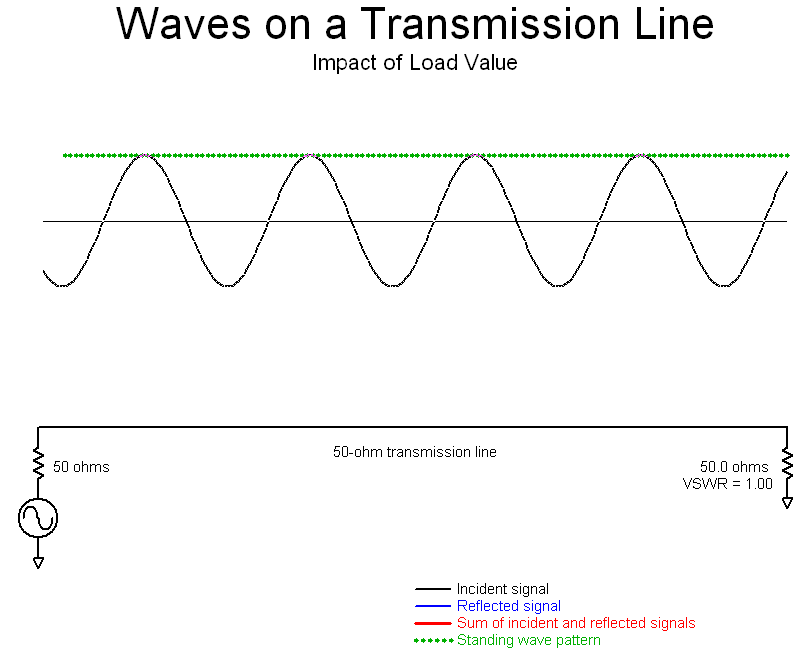
Signalverlauf auf einer abgeschlossenen Leitung

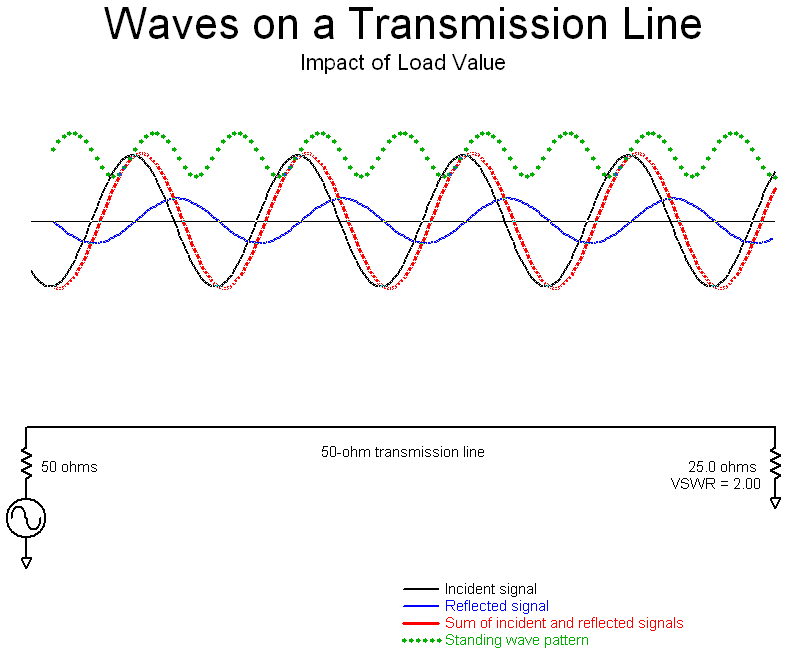
Signalverlauf auf einer fehlerhaft abgeschlossenen Leitung

Von einer angepassten (elektrischen) Leitung spricht man, wenn die elektromagnetische Welle, die sich auf der Leitung ausbreitet, an deren Ende nicht reflektiert, sondern absorbiert wird. Dies ist der Fall, wenn das Ende mit einem Abschlusswiderstand identisch dem Leitungswellenwiderstand abgeschlossen wird; in diesem Fall ist der Reflexionsfaktor gleich 0.
Den Wert des Abschlusswiderstandes ermittelt man
- bei sinusförmigen Signalen mit einem Stehwellenmessgerät
- bei Impulsbetrieb durch Zeitbereichsreflektometrie.

## Optimaler Abschlusswiderstand
In diesem Fall wird ein entlang der Leitung laufender Impuls vollkommen am Abschlusswiderstand absorbiert. 
In vielen Datenkabeln – besonders in Bussystemen – ist bereits solch ein Abschlusswiderstand integriert und kann mit einem Schalter ein- oder ausgeschaltet werden, beispielsweise bei Profibus.

## Fehlerhafte Anpassung
Wird der Abschlusswiderstand ungleich dem Leitungswellenwiderstand gewählt (Fehlanpassung), dann wird das Signal nicht vollständig vom Abschlusswiderstand absorbiert, sondern teilweise reflektiert. In diesem Fall entsteht bei sinusförmigen Signalen auf der Leitung eine stehende Welle, die sich durch Überlagerung der hin- und der rücklaufenden, reflektierten Welle ergibt.